# Peter Klaunzer
Peter Klaunzer (* 9. Dezember 1967 in Grabs) ist ein ehemaliger liechtensteinischer Fussballspieler.

## Karriere

### Verein
In seiner Jugend spielte Klaunzer für den FC Ruggell, bei dem er 1986 in den Herrenbereich befördert wurde. Ein Jahr später schloss er sich dem USV Eschen-Mauren an. Nach einer Station beim FC Triesen wechselte er 1998 zum Schweizer Verein FC Bad Ragaz, für den er bis zu seinem Karriereende 1999 aktiv war.

### Nationalmannschaft
Klaunzer gab sein Länderspieldebüt für die liechtensteinische Fussballnationalmannschaft am 30. Mai 1990 beim 1:4 gegen die Vereinigten Staaten im Rahmen eines Freundschaftsspiels, als er in der 66. Minute für Roger Zech eingewechselt wurde.